# Paul Stadler
Paul Johann Stadler (* 31. Dezember 1956 in Wien) ist ein österreichischer Politiker (FPÖ). Von 2015 bis 2020 war er Bezirksvorsteher des 11. Wiener Gemeindebezirks Simmering. Seit dem 10. Juni 2025 ist er Abgeordneter zum Wiener Landtag und Mitglied des Wiener Gemeinderates.

## Leben
Paul Stadler, geboren und aufgewachsen in Wien, absolvierte nach der Pflichtschule eine Lehre zum Karosseriespengler. 1975 legte er die Lehrabschlussprüfung ab. Von 1976 bis 1977 leistete er Wehrdienst. 1982 erwarb er zusätzlich den Berufsabschluss als Gas- und Wasserleitungsinstallateur.
Seit 1985 ist Stadler Mitglied der FPÖ. Im Jahr 1991 wurde er für seine Partei in die Bezirksvertretung des 11. Wiener Gemeindebezirks Simmering gewählt und ab 1996 war Stadler stellvertretender Bezirksvorsteher. Bei der Bezirksvertretungswahl in Wien 2015 konnte Stadler den Bezirk für seine Partei einnehmen und war bis zur Bezirksvertretungswahl in Wien 2020 der erste Bezirksvorsteher der FPÖ in der Geschichte Wiens. Nach seiner Wahlniederlage 2020 gab Stadler Ex-FPÖ Vizekanzler Heinz-Christian Strache die Schuld an der Niederlage der FPÖ.
Paul Stadler ist seit 2005 Mitglied des Rings Freiheitlicher Wirtschaftstreibender; 2002 wurde ihm vom damaligen Bundeskanzler Wolfgang Schüssel der Titel Kommerzialrat verliehen.

## Diskographie

### Singles
- 2020: Simmering, mei Simmering

## Auszeichnungen (Auswahl)
- 2023: Goldenes Ehrenzeichen für Verdienste um das Land Wien[2]